# Humber Scout Car
Humber Scout Car – brytyjska konstrukcja lekkiego samochodu opancerzonego, produkowana i używana podczas II wojny światowej.

## Historia oraz budowa

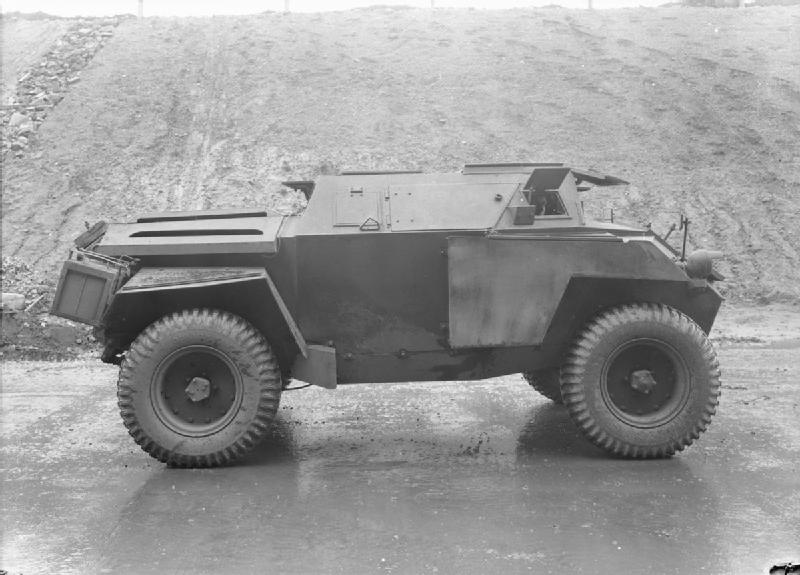
Humber SC, bok pojazdu.

Mimo tego, że w momencie wybuchu wojny armia brytyjska była w posiadaniu niemalże doskonałego samochodu rozpoznawczego Daimler Dingo, przedsiębiorstwo Daimler nie było w stanie zaspokoić znacznego zapotrzebowania na pojazdy tego typu, przez co inne firmy musiały także włączyć się do produkcji wozów rozpoznawczych. Jedną z nich był Humber, należący do spółki Rootes Group, który zajmował się już produkcją samochodów pancernych, m.in. Humber Light Reconnaissance Car. W 1942 roku zaprezentowany został pojazd wyglądem przypominający samochód pancerny Dingo.
Nowy pojazd mógł przewozić dwóch członków załogi, jednak posiadał także dodatkowe, awaryjne siedzenie dla trzeciej osoby. Wyposażony był w radiostację  No. 19. Uzbrojenie pojazdu stanowił karabin maszynowy Bren z magazynkiem bębnowym na 100 naboi. W razie potrzeby istniała również możliwość zamontowania drugiego karabinu Bren. Uzbrojenie zamontowane było na dachu pojazdu, a jego obsługa mogła odbywać się zdalnie, z wnętrza pojazdu. System sterowania bronią był zbliżony do kierownicy rowerowej, gdzie dźwignie hamulców połączone były z mechanizmem spustowym karabinów – przez co naciskając na dźwignię zamontowaną przy kierownicy otwierało się ogień.
Produkcja trwała aż do roku 1945. Zamówionych zostało 4298 sztuk tego wozu rozpoznawczego, przy czym wyprodukowano i dostarczono do oddziałów 4102 egzemplarze (1698 w wersji Mk I). Były używane przez brytyjskie jednostki pancerne (m.in. przez 11. Dywizję Pancerną czy Dywizję Pancerną Gwardii) jako pojazdy rozpoznawcze i łącznikowe, jednak uważano je za bardziej zawodne i mniej użyteczne niż pojazdy Dingo.
Część pojazdów przekazano 2. Korpusowi Polskiemu oraz  1. Czechosłowackiej Brygadzie Pancernej. Po zakończeniu konfliktu samochody rozpoznawcze Humber wciąż były używane przez niektóre armie świata. Belgijska policja używała ich aż do 1958 roku. Większość z pojazdów, które przetrwały wojnę, została zniszczona w latach 60. przez armię brytyjską, jako cele podczas ćwiczeń strzeleckich wojsk pancernych. Szacuje się, że do czasów współczesnych przetrwało tylko około 20 sztuk tego pojazdu.

### Warianty
- Mk I - Pierwsza wersja pojazdu, uzbrojona w wkm. kal. 15 mm wraz ze sprzężonym karabinem 7.92 mm (obie konstrukcje KM nazwano mianem BESA, patrz KM BESA). Załoga składa się z 3 osób: kierowca, strzelec, dowódca. Wyprodukowano 300 egzemplarzy.
- Mk I AA/ QUAD AA - wersja przeciwlotnicza, ze zmienionym uzbrojeniem. Zamiast standardowych karabinów zamontowano wieżę z czterema sprzężonymi karabinami kal. 7.92 mm BESA o zwiększonym kącie podniesienia. Zastosowano optyczne przyrządy celownicze. Wersja nie weszła do powszechnego użycia, ze względu na przewagę lotniczą aliantów.
- Mk II – ulepszona skrzynia biegów, pogrubiony pancerz stanowiska kierowcy i przedziału silnikowego. Wybudowano 440 sztuk.
- Mk II OP – wersja zwiadowcza, wyposażona w 2 karabiny BESA kal. 7.92 mm.
- Mk III – wersja z nową, trzyosobową wieżą, dodano stanowisko radiotelegrafisty.
- Mk IV – Wersja z działem. Stosowano armaty M5 lub M6 o kalibrze 37 mm zamiast karabinu BESA. Zlikwidowano stanowisko radiotelegrafisty, przeprojektowano też wieżę pod nowe uzbrojenie i zmieniono układ załogi. Wybudowano około 2000 sztuk.